# Luciano Facchini
Luciano Facchini (Calenzano, 24 novembre 1957) è un ex calciatore italiano, di ruolo centrocampista.

## Carriera
Comincia a giocare nella Sestese fra i dilettanti. Nel 1974 passa alla Sangiovannese in Serie C rimanendoci tre stagioni.
Da qui passa al Padova sempre in Serie C per poi fare ritorno ancora alla Sangiovannese in Serie C2.
Nel 1979 passa al Varese, giocando fra Serie C1 e Serie B. Nella stagione 1981-1982 approda in Serie A con l'Avellino, totalizzando 14 presenze e un gol, in occasione della sconfitta interna contro la Fiorentina del 28 febbraio 1982.
La stagione successiva scende di categoria con la Pistoiese, mentre nella stagione 1983-1984 gioca con il Bologna in Serie C1, segnando anche il gol promozione contro il Trento.
Gioca in Serie B con il Parma e l'Arezzo, poi nel 1986 scende nuovamente di categoria con il Siena. Con il Parma è ricordato per aver segnato il gol della vittoria contro il Bari, nella ripetizione della partita sospesa per nebbia a pochi istanti dalla fine e che il Parma vinceva per 3-0 contro ogni pronostico. 
Chiude la sua carriera nei dilettanti, prima con la Sestese e infine con il Grosseto.
In carriera Facchini ha totalizzato complessivamente 14 presenze ed una rete in Serie A e 120 presenze e 15 reti in Serie B.
Dal 1991 ha allenato numerose squadre giovanili toscane.

## Palmarès
- Campionato italiano di Serie C1: 1

Varese: 1979-1980
- Coppa Italia Dilettanti: 1

Sestese: 1988-1989